# Futebol nos Jogos Olímpicos de Verão de 2008 - Feminino
O torneio feminino de futebol nos Jogos Olímpicos de Verão de 2008 foi disputado entre 6 e 21 de agosto. As partidas foram realizadas em cinco estádios de cinco cidades chinesas.
Doze equipes classificaram-se para competir no evento, sendo divididas em três grupos de quatro equipes cada para a disputa da primeira fase. As duas melhores seleções de cada grupo mais as duas melhores terceiro colocadas avançaram à segunda fase, com disputa eliminatória (quartas-de-final, semifinal e final). As duas finalistas disputaram a medalha de ouro, enquanto que as perdedoras das semifinais enfrentaram-se para decidir a medalha de bronze.
Na final, a equipe dos Estados Unidos conquistou seu terceiro título olímpico (segundo consecutivo), derrotando o Brasil por 1 a 0 na prorrogação. A Alemanha ficou com a medalha de bronze ao superar o Japão por 2 a 0, repetindo o mesmo pódio dos Jogos de Atenas em 2004.
O gol marcado pela norueguesa Leni Larsen Kaurin, aos dois minutos de jogo da partida contra os Estados Unidos, foi o gol mais rápido da história das Olimpíadas, superando o recorde da alemã Pia Wunderlich que marcou aos quatro minutos de jogo na partida contra o Brasil nos Jogos de Atlanta de 1996.

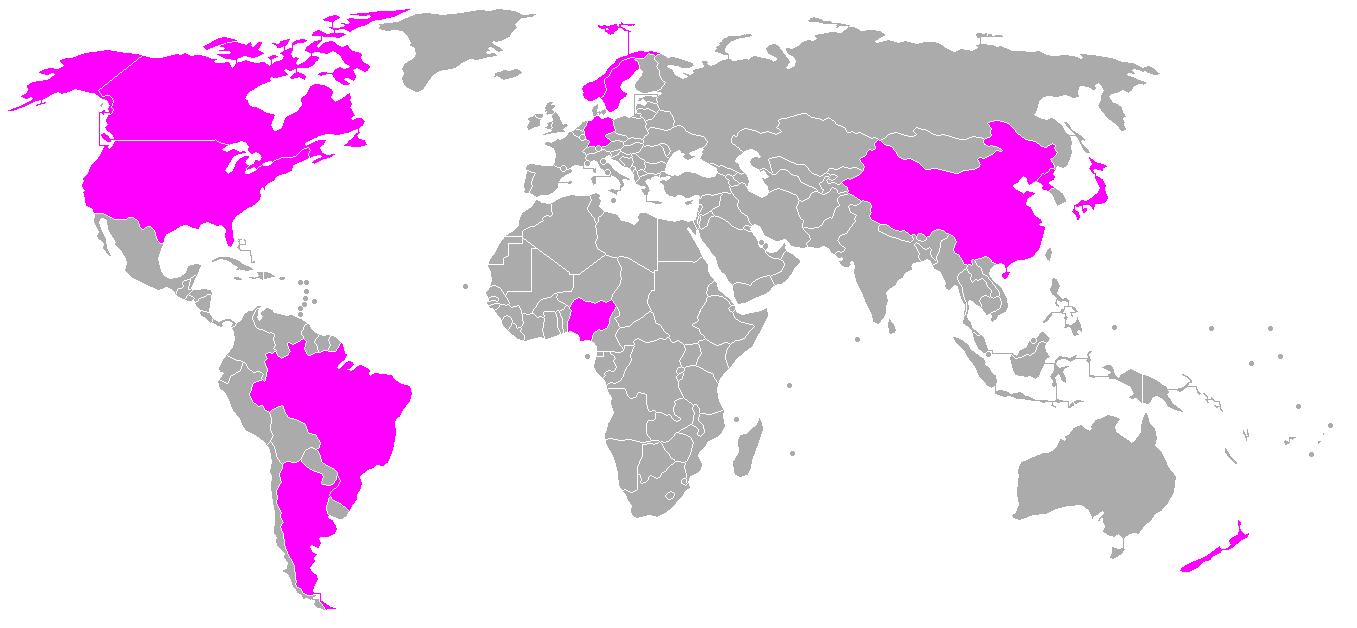
Selecções participantes no torneio feminino.

## Medalhistas
|  | USA Estados Unidos |  | BRA Brasil |  | GER Alemanha |
|  | Natasha Kai Kate Markgraf Shannon Boxx Nicole Barnhart Rachel Buehler Stephanie Cox Amy Rodriguez Lori Chalupny Carli Lloyd Aly Wagner Heather Mitts Tobin Heath Heather O'Reilly Hope Solo Lauren Cheney Lindsay Tarpley Christie Rampone Angela Hucles |  | Andréia Rosa Bárbara Barbosa Simone Jatobá Érika Santos Maycon Rosana Augusto Andréia Suntaque Renata Costa Cristiane Rozeira Tânia Maranhão Pretinha Formiga Ester Santos Maurine Gonçalves Daniela Alves Francielle Alberto Fabiana Simões Marta Silva |  | Renate Lingor Conny Pohlers Sandra Smisek Fatmire Bajramaj Linda Bresonik Saskia Bartusiak Birgit Prinz Ariane Hingst Annike Krahn Kerstin Stegemann Melanie Behringer Kerstin Garefrekes Ursula Holl Célia Okoyino da Mbabi Simone Laudehr Anja Mittag Babett Peter Nadine Angerer |

## Qualificação
| Competição                                        | Data                                                    | Local             | Vagas | Qualificados          |
| ------------------------------------------------- | ------------------------------------------------------- | ----------------- | ----- | --------------------- |
| Anfitriã                                          | –                                                       | –                 | 1     | China                 |
| Qualificatória da AFC                             | fevereiro a agosto de 2007                              | –                 | 2     | Japão Coreia do Norte |
| Qualificatória da CAF                             | outubro de 2006 a março de 2008                         | –                 | 1     | Nigéria               |
| Qualificatória da CONCACAF                        | outubro de 2007 a abril de 2008                         | Ciudad Juárez     | 2     | Estados Unidos Canadá |
| Campeonato Sul-Americano de 2006                  | 10 a 26 de novembro de 2006                             | Mar del Plata     | 1     | Argentina             |
| Qualificatória da OFC                             | 25 de agosto a 7 de setembro de 2007 8 de março de 2008 | Apia Port Moresby | 1     | Nova Zelândia         |
| UEFA (Copa do Mundo de Futebol Feminino de 2007)* | 10 a 30 de setembro de 2007                             | China             | 2*    | Alemanha Noruega      |
| Play-off UEFA                                     | 8 de novembro de 2007 28 de novembro de 2007            | Viborg Solna      | 1*    | Suécia                |
| Play-off CAF–CONMEBOL                             | 19 de abril de 2008                                     | Pequim            | 1     | Brasil                |
| TOTAL                                             |                                                         |                   | 12    | ——                    |

- * As três melhores equipas europeias na Copa do Mundo de Futebol Feminino de 2007 se qualificariam às Olimpíadas. No entanto, a terceira melhor equipa, a Inglaterra não pôde participar, porque nos Jogos Olímpicos faz parte do Reino Unido (compete como Grã-Bretanha). Portanto, a quarta equipa europeia teria acesso, levando a um play-off entre Suécia e Dinamarca.

## Arbitragem
Os seguintes árbitros foram designados para o torneio:
| Árbitros                  | Assistentes |
| AFC                       | AFC |
| ------------------------- | --- |
| KOR Hong Eun-Ah           | MYA Daw Kaw Ja KOR Liu Hsiu-Mei AUS Sarah Ho AUS Jacqueline Leleu CHN Liu Hongjuan MAS Shamsuri Widiya Habibah |
| THA Pannipar Kamnueng     | MYA Daw Kaw Ja KOR Liu Hsiu-Mei AUS Sarah Ho AUS Jacqueline Leleu CHN Liu Hongjuan MAS Shamsuri Widiya Habibah |
| CHN Niu Huijun            | MYA Daw Kaw Ja KOR Liu Hsiu-Mei AUS Sarah Ho AUS Jacqueline Leleu CHN Liu Hongjuan MAS Shamsuri Widiya Habibah |
| CONCACAF                  | |
| TRI Shane de Silva        | MEX Mayte Chávez MEX Rita Muñoz CRC Milena López TRI Cindy Mohammed                                            |
| GUY Dianne Ferreira-James | MEX Mayte Chávez MEX Rita Muñoz CRC Milena López TRI Cindy Mohammed                                            |
| USA Kari Seitz            | USA Marlene Duffy USA Veronica Perez                                                                           |

| Árbitros            | Assistentes |
| CAF                 | CAF |
| ------------------- | --- |
| RSA Deidre Mitchell | RSA Nomvula Masilela BEN Tempa Ndah                                                                               |
| CONMEBOL            | |
| ARG Estela Álvarez  | PER Marlene Leyton ARG María Rocco                                                                                |
| UEFA                | |
| GER Christine Beck  | GER Inka Müller ESP María Luisa Villa Gutiérrez                                                                   |
| CZE Dagmar Damková  | SWE Helen Caro ITA Cristina Cini ROU Irina Mirt POL Katarzyna Nadolska NOR Hege Steinlund FRA Karine Vives Solana |
| SWE Jenny Palmqvist | SWE Helen Caro ITA Cristina Cini ROU Irina Mirt POL Katarzyna Nadolska NOR Hege Steinlund FRA Karine Vives Solana |
| SUI Nicole Petignat | SWE Helen Caro ITA Cristina Cini ROU Irina Mirt POL Katarzyna Nadolska NOR Hege Steinlund FRA Karine Vives Solana |

## Primeira fase

### Grupo E
| Equipe    | Pts | J | V | E | D | GP | GC | SG |
| --------- | --- | - | - | - | - | -- | -- | -- |
| China     | 7   | 3 | 2 | 1 | 0 | 5  | 2  | +3 |
| Suécia    | 6   | 3 | 2 | 0 | 1 | 4  | 3  | +1 |
| Canadá    | 4   | 3 | 1 | 1 | 1 | 4  | 4  | 0  |
| Argentina | 0   | 3 | 0 | 0 | 3 | 1  | 5  | -4 |

Todas as partidas seguem o fuso horário de Pequim (UTC+8).
| 6 de Agosto de 2008 17:00 | Argentina    | 1 – 2     | Canadá                     | Estádio Centro Olímpico de Tianjin, Tianjin |
|                           | Manicler 85' | Relatório | Chapman 27' · Sinclair 72' | Público: 23,201 Árbitro: GER Christine Beck |

| 6 de Agosto de 2008 19:45 | China           | 2 – 1     | Suécia      | Estádio Centro Olímpico de Tianjin, Tianjin |
|                           | Xu 6' · Han 72' | Relatório | Schelin 38' | Público: 37,902 Árbitro: KOR Hong Eun-Ah    |

| 9 de Agosto de 2008 17:00 | Suécia      | 1 – 0     | Argentina | Estádio Centro Olímpico de Tianjin, Tianjin        |
|                           | Fischer 58' | Relatório |           | Público: 38,293 Árbitro: GUY Dianne Ferreira-James |

| 9 de Agosto de 2008 19:45 | Canadá       | 1 – 1     | China  | Estádio Centro Olímpico de Tianjin, Tianjin |
|                           | Sinclair 34' | Relatório | Xu 36' | Público: 52,600 Árbitro: CZE Dagmar Damková |

| 12 de Agosto de 2008 19:45 | China                        | 2 – 0     | Argentina | Estádio Centro de Esportes Olímpicos de Qinhuangdao, Qinhuangdao |
|                            | Quiñones 53' (g.c.) · Gu 90' | Relatório |           | Público: 31,492 Árbitro: SUI Nicole Petignat                     |

| 12 de Agosto de 2008 19:45 | Suécia           | 2 – 1     | Canadá       | Estádio dos Trabalhadores, Pequim              |
|                            | Schelin 19', 51' | Relatório | Tancredi 63' | Público: 51,112 Árbitro: THA Pannipar Kamnueng |

### Grupo F
| Equipe          | Pts | J | V | E | D | GP | GC | SG |
| --------------- | --- | - | - | - | - | -- | -- | -- |
| Brasil          | 7   | 3 | 2 | 1 | 0 | 5  | 2  | +3 |
| Alemanha        | 7   | 3 | 2 | 1 | 0 | 2  | 0  | +2 |
| Coreia do Norte | 3   | 3 | 1 | 0 | 2 | 2  | 3  | -1 |
| Nigéria         | 0   | 3 | 0 | 0 | 3 | 1  | 5  | -4 |

| 6 de Agosto de 2008 17:00 | Alemanha | 0 – 0     | Brasil | Estádio Olímpico de Shenyang, Shenyang  |
|                           |          | Relatório |        | Público: 20,703 Árbitro: USA Kari Seitz |

| 6 de Agosto de 2008 19:45 | Coreia do Norte | 1 – 0     | Nigéria | Estádio Olímpico de Shenyang, Shenyang      |
|                           | Kim K. H. 27'   | Relatório |         | Público: 24,084 Árbitro: TRI Shane de Silva |

| 9 de Agosto de 2008 17:00 | Nigéria | 0 – 1     | Alemanha      | Estádio Olímpico de Shenyang, Shenyang       |
|                           |         | Relatório | Stegemann 64' | Público: 19,266 Árbitro: SWE Jenny Palmqvist |

| 9 de Agosto de 2008 19:45 | Brasil                  | 2 – 1     | Coreia do Norte | Estádio Olímpico de Shenyang, Shenyang  |
|                           | Daniela 14' · Marta 22' | Relatório | Ri K. S. 90+3'  | Público: 19,616 Árbitro: CHN Niu Huijun |

| 12 de Agosto de 2008 17:00 | Coreia do Norte | 0 – 1     | Alemanha   | Estádio Centro Olímpico de Tianjin, Tianjin        |
|                            |                 | Relatório | Mittag 86' | Público: 12,387 Árbitro: GUY Dianne Ferreira-James |

| 12 de Agosto de 2008 17:00 | Nigéria           | 1 – 3     | Brasil                    | Estádio dos Trabalhadores, Pequim        |
|                            | Nkwocha 19' (pen) | Relatório | Cristiane 33', 35', 45+3' | Público: 51,112 Árbitro: KOR Hong Eun-Ah |

### Grupo G
| Equipe         | Pts | J | V | E | D | GP | GC | SG |
| -------------- | --- | - | - | - | - | -- | -- | -- |
| Estados Unidos | 6   | 3 | 2 | 0 | 1 | 5  | 2  | +3 |
| Noruega        | 6   | 3 | 2 | 0 | 1 | 4  | 5  | -1 |
| Japão          | 4   | 3 | 1 | 1 | 1 | 7  | 4  | +3 |
| Nova Zelândia  | 1   | 3 | 0 | 1 | 2 | 2  | 7  | -5 |

| 6 de Agosto de 2008 17:00 | Japão                       | 2 – 2     | Nova Zelândia                | Estádio Centro de Esportes Olímpicos de Qinhuangdao, Qinhuangdao |
|                           | Miyama 72' (pen) · Sawa 86' | Relatório | Yallop 38' · Hearn 56' (pen) | Público: 10,270 Árbitro: RSA Deidre Mitchell                     |

| 6 de Agosto de 2008 19:45 | Noruega                    | 2 – 0     | Estados Unidos | Estádio Centro de Esportes Olímpicos de Qinhuangdao, Qinhuangdao |
|                           | Larsen Kaurin 2' · Wiik 4' | Relatório |                | Público: 17,673 Árbitro: SUI Nicole Petignat                     |

| 9 de Agosto de 2008 17:00 | Estados Unidos | 1 – 0     | Japão | Estádio Centro de Esportes Olímpicos de Qinhuangdao, Qinhuangdao |
|                           | Lloyd 27'      | Relatório |       | Público: 16,912 Árbitro: THA Pannipar Kamnueng                   |

| 9 de Agosto de 2008 19:45 | Nova Zelândia | 0 – 1     | Noruega | Estádio Centro de Esportes Olímpicos de Qinhuangdao, Qinhuangdao |
|                           |               | Relatório | Wiik 8' | Público: 7,285 Árbitro: ARG Estela Álvarez                       |

| 12 de Agosto de 2008 19:45 | Noruega     | 1 – 5     | Japão                                                           | Estádio de Xangai, Xangai                   |
|                            | Knutsen 27' | Relatório | Kinga 31' · Folstad 51' (g.c.) · Ohno 52' · Sawa 70' · Hara 83' | Público: 16,872 Árbitro: TRI Shane de Silva |

| 12 de Agosto de 2008 19:45 | Estados Unidos                                         | 4 – 0     | Nova Zelândia | Estádio Olímpico de Shenyang, Shenyang      |
|                            | O'Reilly 1' · Rodriguez 43' · Tarpley 56' · Hucles 60' | Relatório |               | Público: 12,453 Árbitro: CZE Dagmar Damková |

## Melhores terceiros colocados
Ao final da fase de grupos as duas melhores equipes que finalizaram em terceiro lugar avançaram às quartas-de-final.
| Equipe          | Pts | J | V | E | D | GP | GC | SG | Grupo |
| --------------- | --- | - | - | - | - | -- | -- | -- | ----- |
| Japão           | 4   | 3 | 1 | 1 | 1 | 7  | 4  | +3 | G     |
| Canadá          | 4   | 3 | 1 | 1 | 1 | 4  | 4  | 0  | E     |
| Coreia do Norte | 3   | 3 | 1 | 0 | 2 | 2  | 3  | –1 | F     |

## Fase final
|  | Quartas de final           | Quartas de final      |                       |       | Semifinais     | Semifinais     |  |  | Final                 | Final |
|  |                            |                       |                       |       |                |                |  |  |                       |       |
|  | 15 de agosto - Tianjin     |                       |                       |       |                |                |  |  |                       |       |
|  |                            |                       |                       |       |                |                |  |  |                       |       |
|  | Brasil                     | 2                     |                       |       |                |                |  |  |                       |       |
|  | Brasil                     | 2                     | 18 de agosto - Xangai |       |                |                |  |  |                       |       |
|  | Noruega                    | 1                     |                       |       |                |                |  |  |                       |       |
|  | Noruega                    | 1                     | Brasil                | 4     |                |                |  |  |                       |       |
|  | 15 de agosto - Shenyang    |                       | Brasil                | 4     |                |                |  |  |                       |       |
|  |                            | Alemanha              | 1                     |       |                |                |  |  |                       |       |
|  | Suécia                     | Alemanha              | 1                     | 0     |                |                |  |  |                       |       |
|  | Suécia                     |                       | 21 de agosto - Pequim | 0     |                |                |  |  |                       |       |
|  | Alemanha                   | 2                     |                       |       |                |                |  |  |                       |       |
|  | Alemanha                   | 2                     | Brasil                | 0     |                |                |  |  |                       |       |
|  | 15 de agosto - Qinhuangdao |                       | Brasil                | 0     |                |                |  |  |                       |       |
|  |                            | Estados Unidos        | 1                     |       |                |                |  |  |                       |       |
|  | China                      | Estados Unidos        | 1                     | 0     |                |                |  |  |                       |       |
|  | China                      | 18 de agosto - Pequim |                       | 0     |                |                |  |  |                       |       |
|  | Japão                      | 2                     |                       |       |                |                |  |  |                       |       |
|  | Japão                      | 2                     | Japão                 | 2     | Terceiro lugar | Terceiro lugar |  |  |                       |       |
|  | 15 de agosto - Xangai      |                       | Japão                 | 2     | Terceiro lugar | Terceiro lugar |  |  |                       |       |
|  |                            | Estados Unidos        | 4                     |       |                |                |  |  |                       |       |
|  | Estados Unidos             | Estados Unidos        | 4                     | 2     | Alemanha       | 2              |  |  |                       |       |
|  | Estados Unidos             |                       |                       | 2     | Alemanha       | 2              |  |  |                       |       |
|  | Canadá                     | 1                     |                       | Japão | 0              |                |  |  |                       |       |
|  | Canadá                     | 1                     |                       |       | 0              |                |  |  |                       |       |
|  |                            |                       |                       |       |                |                |  |  | 21 de agosto - Pequim |       |
|  |                            |                       |                       |       |                |                |  |  |                       |       |

### Quartas-de-final
| 15 de Agosto de 2008 18:00 | Estados Unidos        | 2 – 1 (pro) | Canadá       | Estádio de Shanghai, Xangai                  |
|                            | Hucles 12' · Kai 101' | Relatório   | Sinclair 30' | Público: 26,129 Árbitro: SWE Jenny Palmqvist |

| 15 de Agosto de 2008 18:00 | Brasil                  | 2 – 1     | Noruega          | Estádio Centro Olímpico de Tianjin, Tianjin |
|                            | Daniela 44' · Marta 57' | Relatório | Nordby 83' (pen) | Público: 26,174 Árbitro: USA Kari Seitz     |

| 15 de Agosto de 2008 21:00 | Suécia | 0 – 2 (pro) | Alemanha                       | Estádio de Shanghai, Xangai                 |
|                            |        | Relatório   | Garefrekes 105' · Laudehr 115' | Público: 17,209 Árbitro: CZE Dagmar Damková |

| 15 de Agosto de 2008 21:00 | China | 0 – 2     | Japão                   | Estádio Centro de Esportes Olímpicos de Qinhuangdao, Qinhuangdao |
|                            |       | Relatório | Sawa 15' · Nagasato 80' | Público: 28,459 Árbitro: GER Christine Beck                      |

### Semifinais
| 18 de Agosto de 2008 18:00 | Brasil                                       | 4 – 1     | Alemanha  | Estádio de Shanghai, Xangai              |
|                            | Formiga 46' · Cristiane 49', 76' · Marta 53' | Relatório | Prinz 10' | Público: 26,976 Árbitro: KOR Hong Eun-Ah |

| 18 de Agosto de 2008 21:00 | Japão                    | 2 – 4     | Estados Unidos                                 | Estádio dos Trabalhadores, Pequim            |
|                            | Ohno 16' · Arakawa 90+3' | Relatório | Hucles 41', 80' · Chalupny 44' · O' Reilly 70' | Público: 50,937 Árbitro: SUI Nicole Petignat |

### Disputa pelo bronze
| 21 de Agosto de 2008 18:00 | Alemanha          | 2 – 0     | Japão | Estádio dos Trabalhadores, Pequim           |
|                            | Bajramaj 69', 87' | Relatório |       | Público: 49,285 Árbitro: ARG Estela Álvarez |

### Disputa pelo ouro
| 21 de Agosto de 2008 21:00 | Brasil | 0 – 1 (pro) | Estados Unidos | Estádio dos Trabalhadores, Pequim           |
|                            |        | Relatório   | Lloyd 96'      | Público: 51,612 Árbitro: CZE Dagmar Damková |

| Brasil | EUA |

| G               | 12 | Bárbara        |      |      |
| Z               | 2  | Simone Jatobá  |      | 104' |
| Z               | 4  | Tânia Maranhão |      |      |
| Z               | 5  | Renata Costa   |      |      |
| LD              | 6  | Maycon         |      |      |
| V               | 8  | Formiga        |      | 106' |
| M               | 7  | Daniela Alves  |      | 77'  |
| M               | 10 | Marta          |      |      |
| LE              | 9  | Ester          |      |      |
| A               | 11 | Cristiane      |      |      |
| A               | 16 | Érika          | 107' |      |
| Substitutas:    |    |                |      |      |
| LD              | 18 | Rosana         | 104' | 106' |
| M               | 13 | Francielle     | 106' |      |
| M               | 15 | Fabiana        | 77'  |      |
| Treinador:      |    |                |      |      |
| Jorge Barcellos |    |                |      |      |

| G            | 1  | Hope Solo        |      |      |
| Z            | 2  | Heather Mitts    | 37'  |      |
| Z            | 3  | Christie Rampone |      |      |
| Z            | 5  | Lindsay Tarpley  |      | 71'  |
| LD           | 7  | Shannon Boxx     |      |      |
| V            | 8  | Amy Rodriguez    |      | 120' |
| M            | 9  | Heather O'Reilly |      | 101' |
| M            | 11 | Carli Lloyd      |      |      |
| LE           | 15 | Kate Markgraf    |      |      |
| A            | 16 | Angela Hucles    |      |      |
| A            | 17 | Lori Chalupny    |      |      |
| Substitutas: |    |                  |      |      |
| Z            | 12 | Lauren Cheney    | 71'  |      |
| V            | 6  | Natasha Kai      | 101' | 104' |
| V            | 14 | Stephanie Cox    | 120' |      |
| Treinadora:  |    |                  |      |      |
| Pia Sundhage |    |                  |      |      |

## Classificação final
| Pos.    | Equipe              |
| ------- | ------------------- |
| Ouro.   | USA Estados Unidos  |
| Prata.  | BRA Brasil          |
| Bronze. | GER Alemanha        |
| 4       | JPN Japão           |
| 5       | CHN China           |
| 6       | SWE Suécia          |
| 7       | NOR Noruega         |
| 8       | CAN Canadá          |
| 9       | PRK Coreia do Norte |
| 10      | NZL Nova Zelândia   |
| 11      | ARG Argentina       |
| 12      | NGR Nigéria         |

## Artilharia
| 5 gols - BRA Cristiane 4 gols - USA Angela Hucles 3 gols - BRA Marta - JPN Homare Sawa - SWE Lotta Schelin 2 gols - GER Fatmire Bajramaj - BRA Daniela - CAN Christine Sinclair - CHN Xu Yuan - USA Carli Lloyd - USA Heather O'Reilly - JPN Shinobu Ohno - NOR Melissa Wiik | 1 gol - GER Anja Mittag - GER Birgit Prinz - GER Kerstin Garefrekes - GER Kerstin Stegemann - GER Simone Laudehr - ARG Ludmila Manicler - BRA Formiga - CAN Candace Chapman - CAN Melissa Tancredi - CAN Kara Lang - CHN Gu Yasha - CHN Han Duan - PRK Kim Kyong-Hwa - PRK Ri Kum-Suk - USA Amy Rodriguez - USA Lindsay Tarpley - USA Lori Chalupny | 1 gol (continuação) - USA Natasha Kai - JPN Aya Miyama - JPN Ayumi Hara - JPN Eriko Arakawa - JPN Yukari Kinga - JPN Yuki Nagasato - NGR Perpetua Nkwocha - NZL Amber Hearn - NZL Kirsty Yalop - NOR Guro Knutsen - NOR Siri Nordby - NOR Leni Larsen Kaurin - SWE Nilla Fischer Gols contra - ARG María Quiñones (para China) - NOR Gunhild Folstad (para Japão) |